# Heliotropium anderssonii
Heliotropium anderssonii là một loài thực vật thuộc họ Boraginaceae. Đây là loài đặc hữu của Ecuador.